# يانوش زوبر
يانوش زوبر (10 ديسمبر 1947 - 1 نوفمبر 2020)، هو شاعر وكاتب وكاتب عمود بولندي.